# Shikken
Shikken (執権 (Chấp Quyền)) là một chức vụ danh nghĩa được nắm giữ bởi một thành viên của gia tộc Hōjō, vốn là gia tộc nắm quyền điều hành thực tế Mạc phủ trong giai đoạn từ 1199 đến 1333 thời Kamakura trong lịch sử Nhật Bản. Giai đoạn này vì thế được gọi là Chấp quyền chính trị (執権政治 Shikken Seiji).
Trong khoảng phân nửa đầu của giai đoạn này, shikken trên thực tế là vị độc tài quân sự của Nhật (không tính đến vùng đất phía bắc nằm dưới quyền kiểm soát của nhánh Bắc của gia tộc Fujiwara đang giữ độc lập). Chức vị shikken về sau đã được thay đổi và chỉ còn đứng ở vị trí thứ hai sau Tokusō kể từ năm 1256. Sang đến thời kỳ Muromachi (1333–1573), chức shikken tuy không bị bãi bõ nhưng không còn giữ được vị trí như xưa và thậm chí không nằm trong top những chức vụ cao cấp nhất tại Nhật thời bấy giờ. Sau thời Muromachi, chức vụ này chính thức bị bãi bỏ.

## Từ nguyên
Từ shikken bắt nguồn từ các ký tự kanji 執 và 権, nghĩa là "nắm quyền".